# Ralph Waldo Hungerford
Ralph Waldo Hungerford, ameriški pomorski častnik, * 21. april 1896, † 20. februar 1977.
Hungerford je bil kapitan Vojne mornarice ZDA in guverner Ameriške Samoe med 27. januarjem in 3. septembrom 1945.